# Cyril Mar Basilius I.
Cyril Mar Basilius I. (bürgerlich K. C. Sunny; * 20. Jahrhundert in Indien) ist der amtierende Metropolit der Unabhängigen Syrischen Kirche von Malabar.

## Leben
Am 3. März 2001 wurde er zum Ramban und am 10. März 2001 mit dem Namen Cyril Mar Baselius zum Bischof geweiht. Er ist seit dem 28. Mai 2001 das geistliche Oberhaupt der Unabhängigen Syrischen Kirche von Malabar, welcher von der Kirchensynode (Sabha Mandalam) gewählt wurde.